# Steinmarner Straße

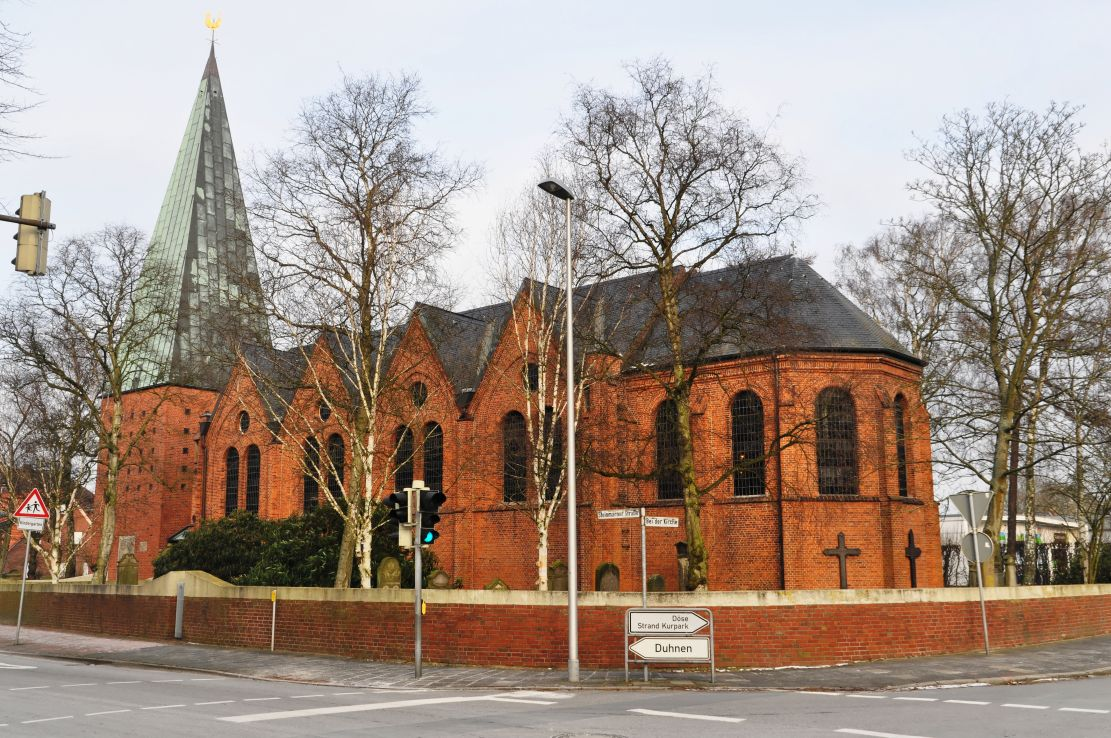
St. Gertrud

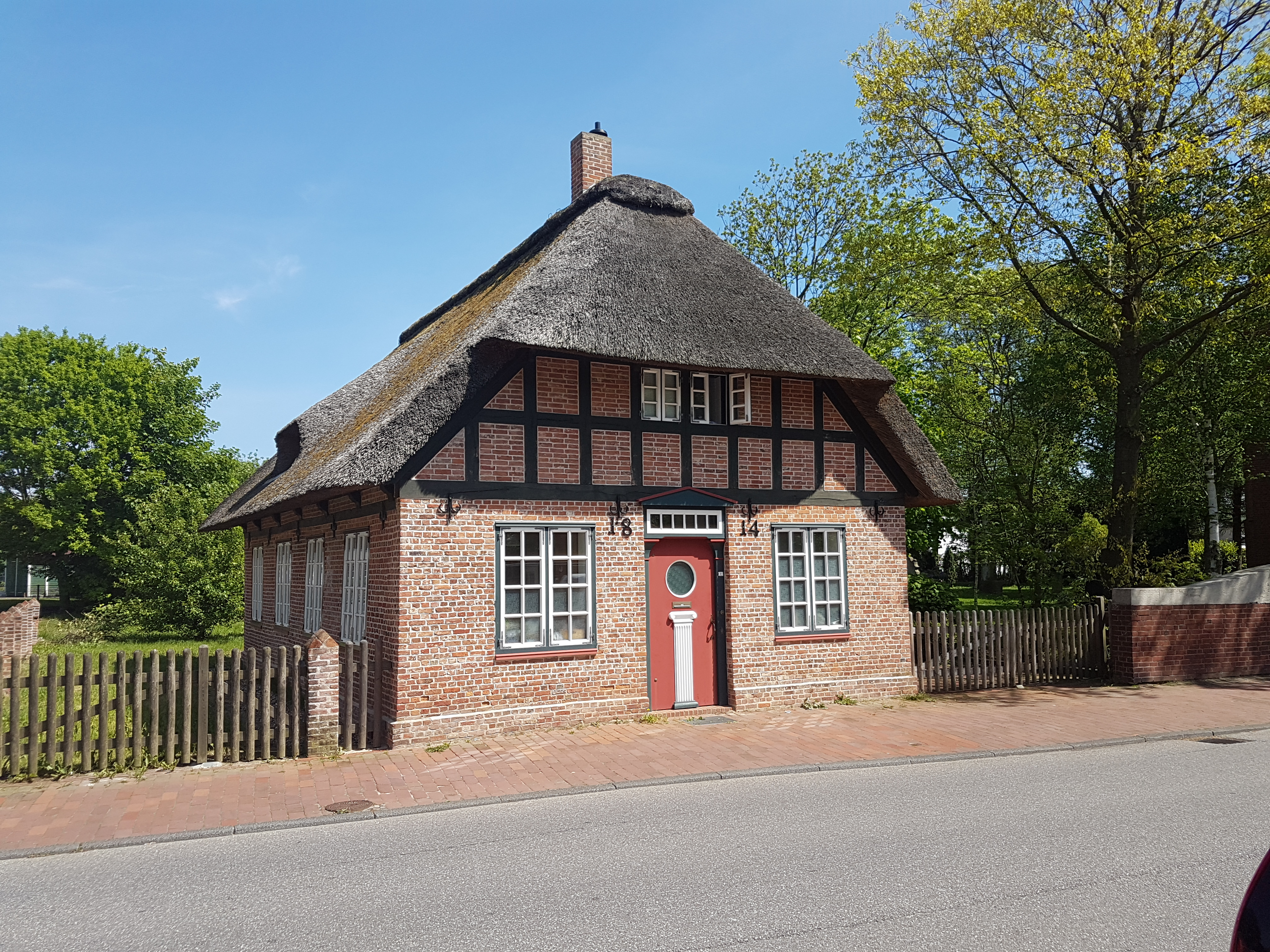
Alte Kantorschule

Die Steinmarner Straße  in Cuxhaven-Döse ist eine ca. 1,0 km lange Straße. Sie führt in Ost-West-Richtung parallel zum Nordsee-/Elbedeich vom Strichweg/Stickenbütteler Weg/Bei der Kirche bis zur Cuxhavener Straße sowie nach Duhnen.

## Nebenstraßen
Die Neben- und Anschlussstraßen wurden benannt als Strichweg nach dem Strich als Weg an oder auf dem Deich, Stickenbütteler Weg 1910 nach dem Ortsteil, Bei der Kirche, Pastoratsweg 1915 nach dem Ort zu dem sie führt, Kreuzweg 1915 nach der Kreuzung mit der Steinmarner Straße, Strandhausallee nach dem Strandhaus Döse, zu dem sie führt, Steinmarner Trift 1915 nach der Viehtrift (= treiben), Alter Duhner Weg als alter Weg von Döse nach Duhnen, Windrosenweg 1979 nach der Darstellung der Himmelsrichtungen und Cuxhavener Straße 1910 nach der Umbenennung der Duhner Chaussee von 1899.

## Geschichte

### Name
Die Hauptverbindungsstraße zwischen Döse und Duhnen wurde 1899 benannt nach dem alten, 1310 erstmals erwähnten Dorf Steinmarne.

### Entwicklung

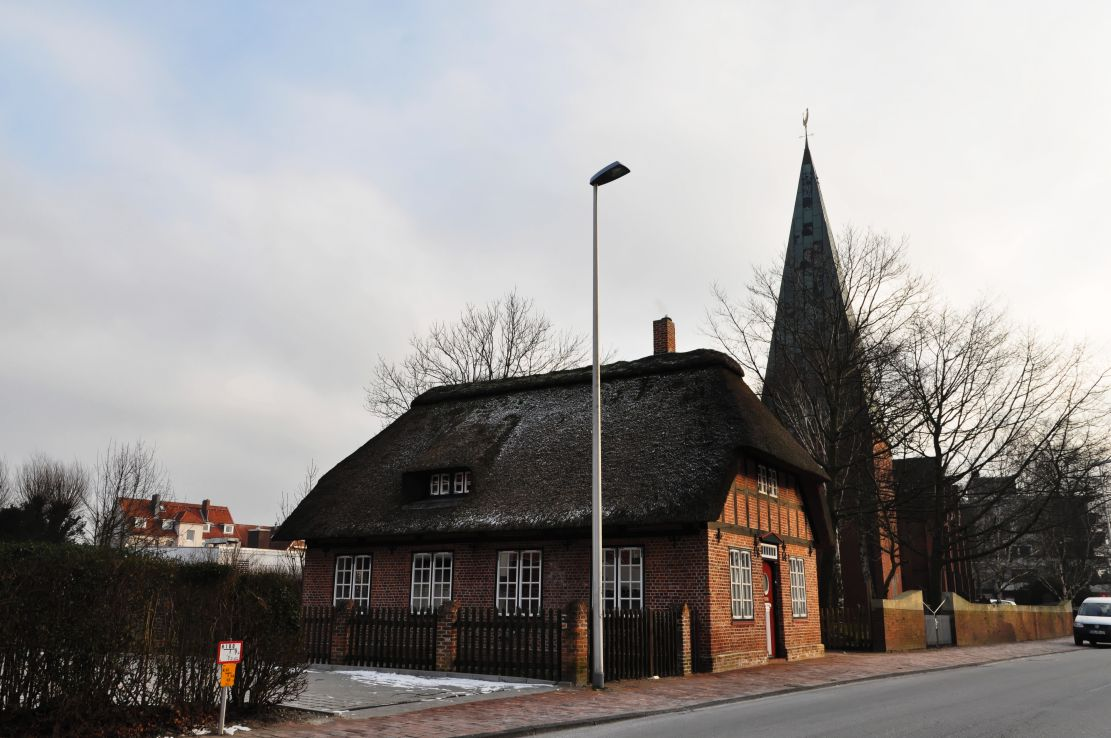
Schule und Kirche

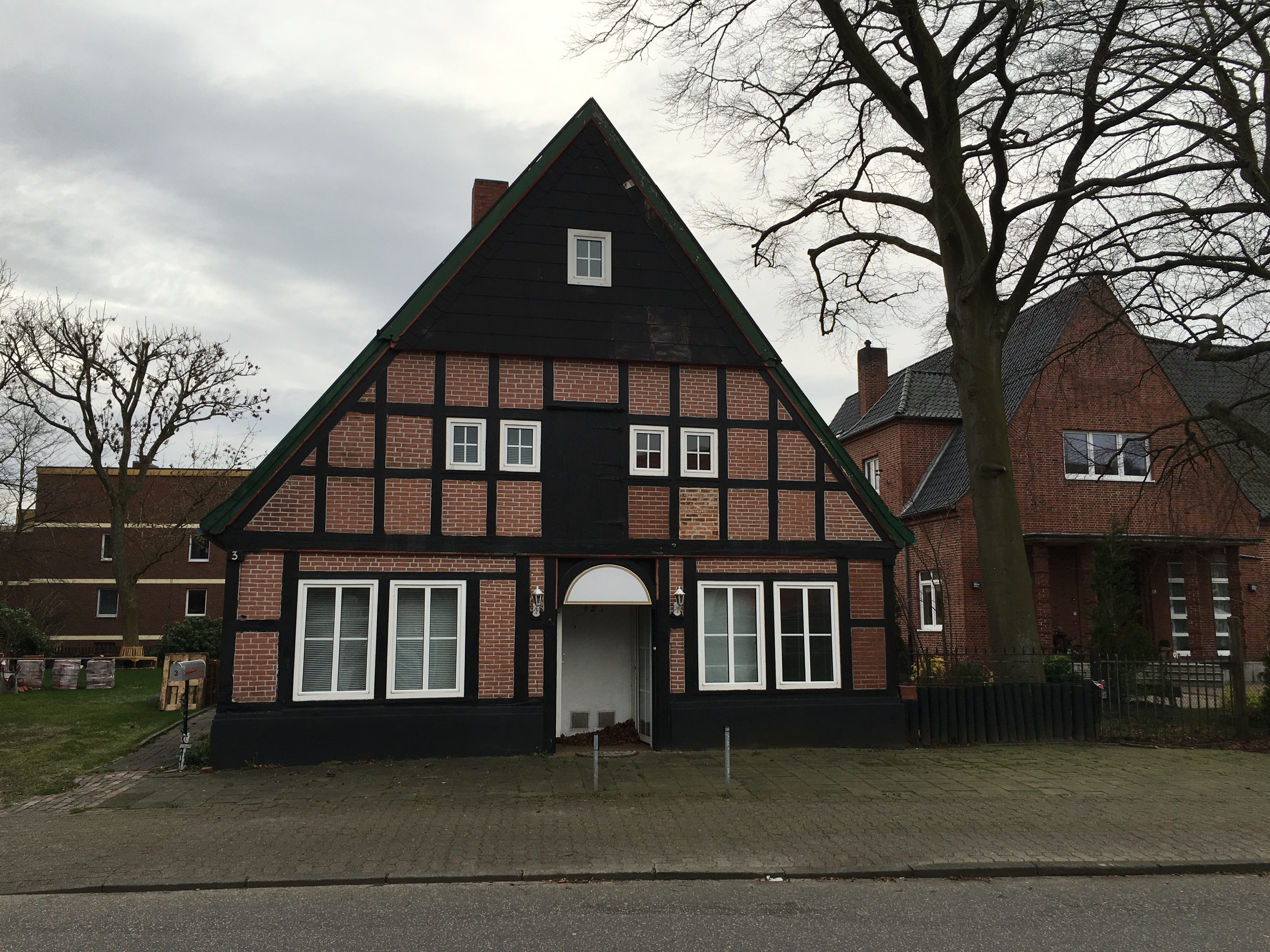
Nr. 3: Oold Huus bi de Kark, abgerissen

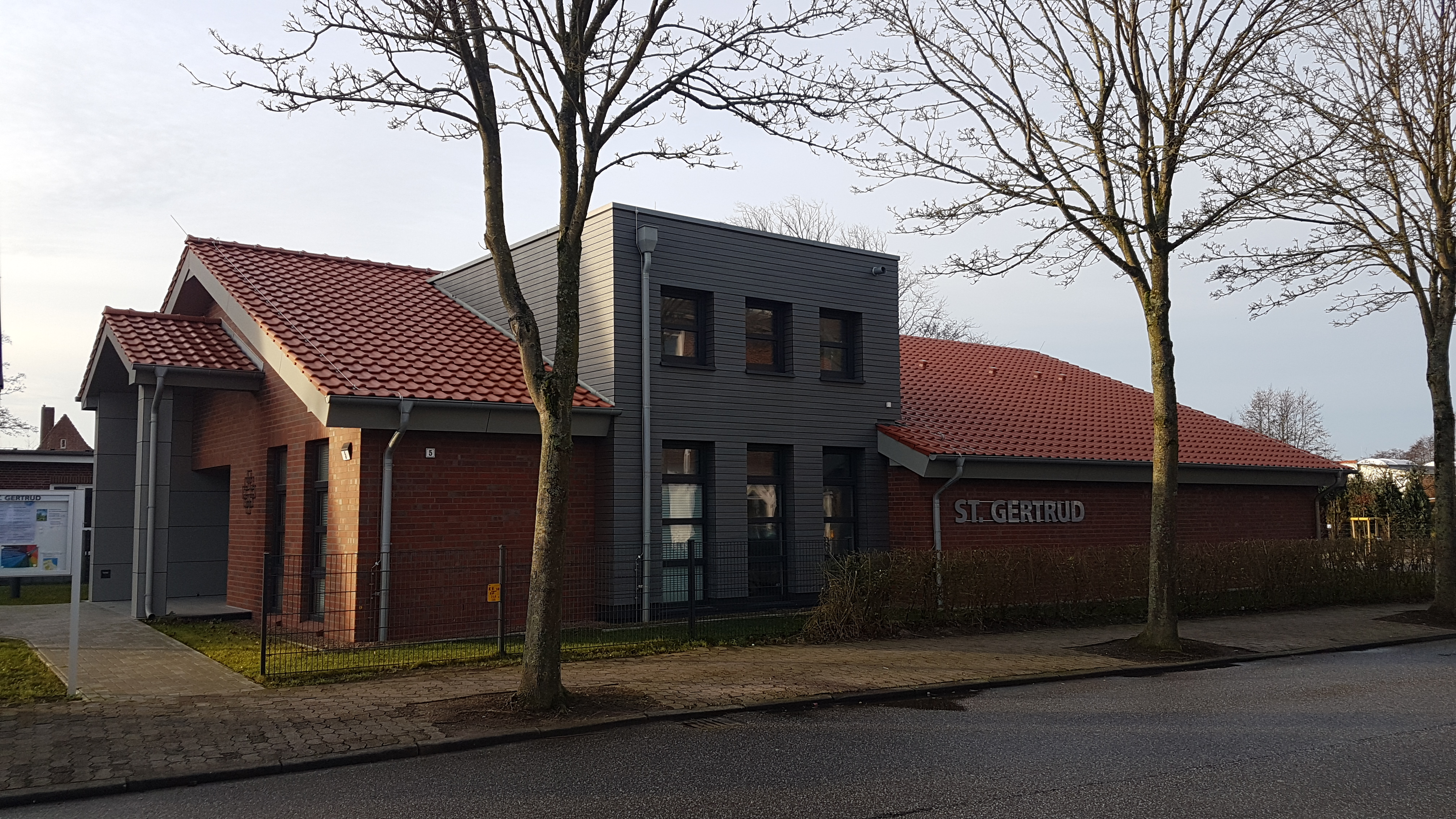
Nr. 5a: Gemeindehaus St. Gertrud

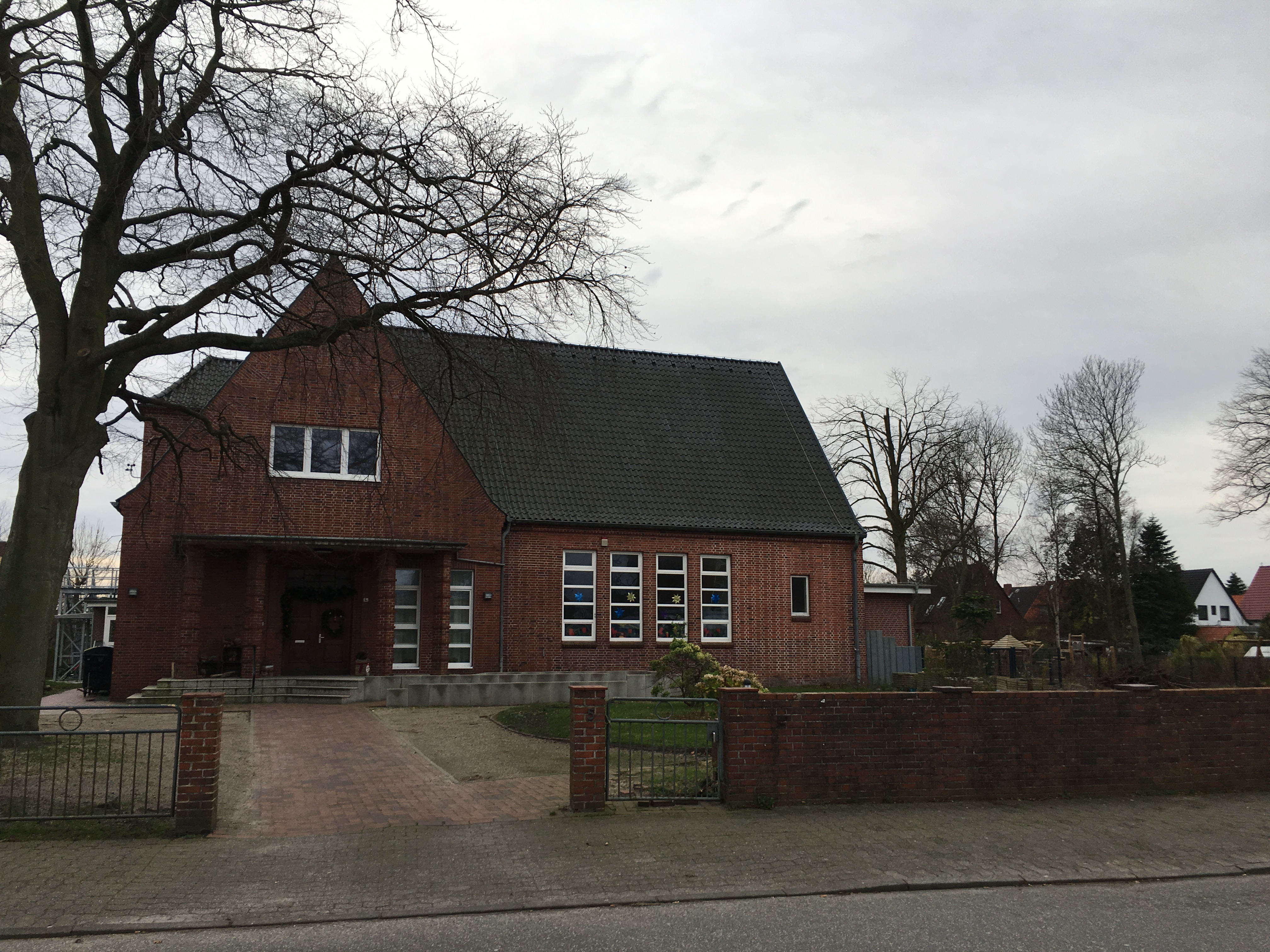
Kita bei der Kirche

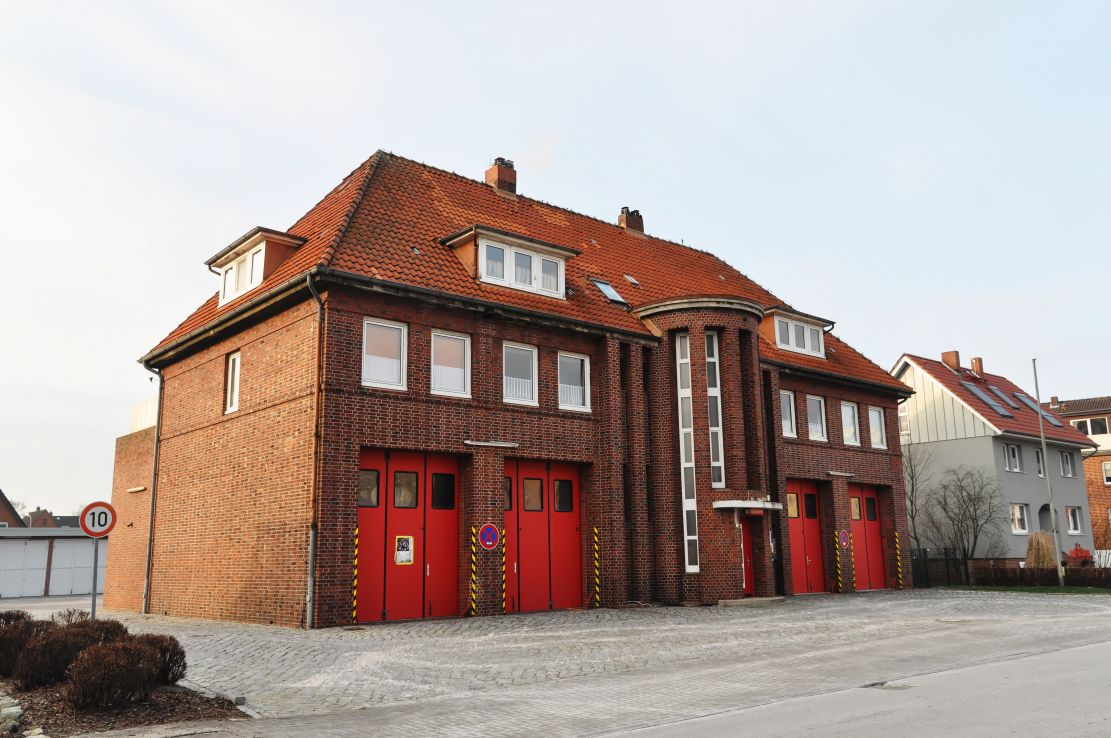
Nr. 21: Feuerwehr

Döse entwickelte sich aus dem Dorf Steinmarne und der Strichsiedlung. Am Beginn des 16. Jahrhunderts wuchsen die beiden Siedlungen zusammen. Die Kantorschule in Döse entstand 1814 und wurde nach Errichtung eines gegenüberstehenden Neubaus 1847 verkauft. Für den rasch wachsenden Ort wurde bis 1886 die größere Kirche St. Gertrud gebaut. 1896 gründete sich die Freiwillige Feuerwehr in der Straße Bei der Kirche. 1898 erhielt die Straße Pflaster, später eine Asphaltdecke.
Verkehrlich wird die Straße von den Buslinien 1006, 1007 und 1010 der KVG erschlossen.

## Gebäude, Anlagen (Auswahl)
An der Straße stehen zumeist ein- bis zweigeschossige Gebäude mit zumeist Sattel- und Walmdächern. Lagebedingt befinden sich viele Ferienwohnungen, Pensionen und kleine Hotels an der Straße. Die mit D gekennzeichneten Häuser stehen unter Denkmalschutz.
- Nr. 2: Eingeschossige verklinkerte Alte Kantorschule Cuxhaven von 1814 (D) mit reetgedecktem Krüppelwalmdach
- Nr. 3: Ehemaliges 1-gesch. Fachwerkhaus (D), 2017 abgerissen
- Nr. 5a: Evangelische Kirche St. Gertrud  (D); nach Abriss der baufällige Fachwerkkirche entstand bis 1886 die einschiffige historisierende, neoromanische Backsteinkirche mit 500 Plätzen, eingerücktem Chor und offenem, sichtbarem Tragwerk nach Plänen des Architekten Gustav Kirchenpauer, Hamburg
  - Kirchlicher Friedhof mit Grabsteinen aus dem 17. und 18. Jahrhundert (D)
  - Neueres Gemeindehaus
  - 1-gesch. Kindertagesstätte St. Gertrud (Kita)
- Nr. 10: Wohnhaus mit Gaststätte
  - Stolperstein für Hanna Erdmann (* 1896–?), 1940 deportiert in das KZ Theresienstadt, sie überlebte
- Nr. 21: 2-gesch. Walmdachhaus von 1931 der Freiwilligen Feuerwehr Döse von 1896; dahinter eingeschossige Feuerwehrhalle von 2018
- Nr. 43/45: 1-gesch. Hotel
- Nr. 74: Hotel
- Nr. 78 bis Strandhausallee: Grünanlage in Richtung Strand
- Nr. 83/89: 2-gesch. Walmdachhaus mit Hotel und Restaurant
- Nr. 94: Haus mit Restaurant
- Nr. 110: 2-gesch. Neubau als Hotel